# Drosophila wassermani
Drosophila wassermani är en tvåvingeart som beskrevs av Pitnick och Heed 1994. Drosophila wassermani ingår i släktet Drosophila och familjen daggflugor.
Artens utbredningsområde är Mexiko.